# Karoli
Karoli – wieś w Estonii, w prowincji Ida Viru, w gminie Illuka.